# Куезбашево
Куезбашево (баш. Көйәҙебаш, чув. Мăйлăпукан) — чувашское село в Батыровском сельсовете Аургазинского района Республики Башкортостан России.

## Географическое положение
Расстояние до:
- районного центра (Толбазы): 13 км,
- ближайшей железнодорожной станции (Белое Озеро): 16 км.

## Население
| 2002 | 2009 | 2010 |
| ---- | ---- | ---- |
| 596  | ↗610 | ↗618 |

Согласно переписи 2002 года, преобладающая национальность — чуваши (83 %).

## История
Закон «О внесении изменений в административно-территориальное устройство Республики Башкортостан в связи с образованием, объединением, упразднением и изменением статуса населенных пунктов, переносом административных центров» от 20 июля 2005 года № 211-з постановил:

ст. 5. Изменить статус следующих населенных пунктов, установив тип поселения — село:

1) в Аургазинском районе:

а) деревни Куезбашево Батыровского сельсовета
б) деревни Староабсалямово Уршакского сельсовета
в) деревни Чуваш-Карамалы Чуваш-Карамалинского сельсовета

## Религия
В селе есть православная церковь Александра Невского.